# 死人城

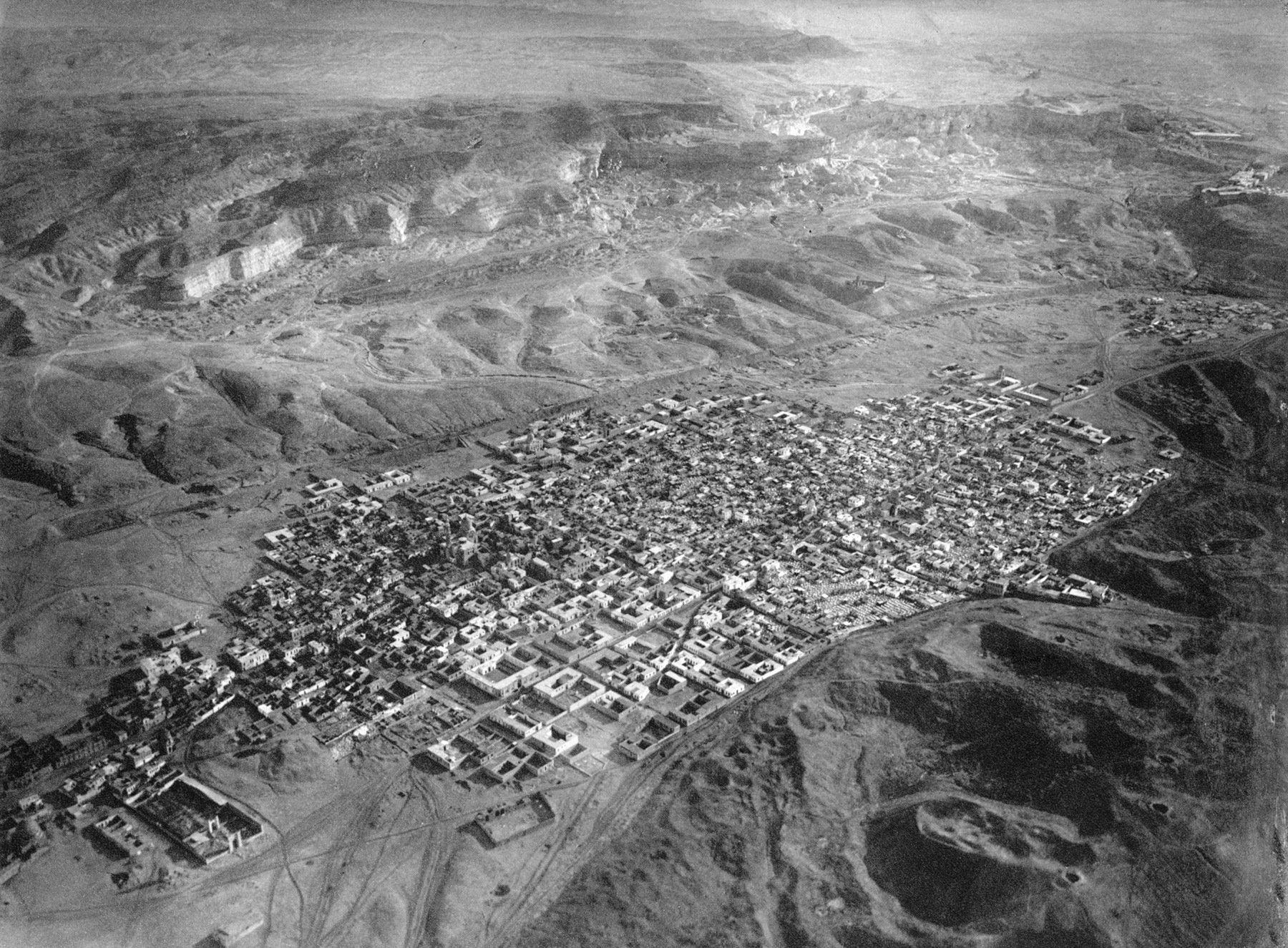

死人城是指埃及開羅東南面一帶的墳場及陵墓，自哈里發時代已經形成，現今約超過五十萬人在此居住。由於埃及傳統中，送葬者需與亡者同住四十日，因此埃及陵墓的建築更符合功能性，適合活人居住，而且上層階級更會悉心設計陵墓，結果自1950年代起，漸漸有人在此地的陵墓內居住，後來城市中的人口越來越多，住屋需求大大提升，有人更在陵墓間興建正式的房屋，死人城逐步成為社區的格局，學校、診所及供電等社區設施亦開始在此區域提供服務，最終形成一個巨大的社區族群。